# Giovan Battista Viola

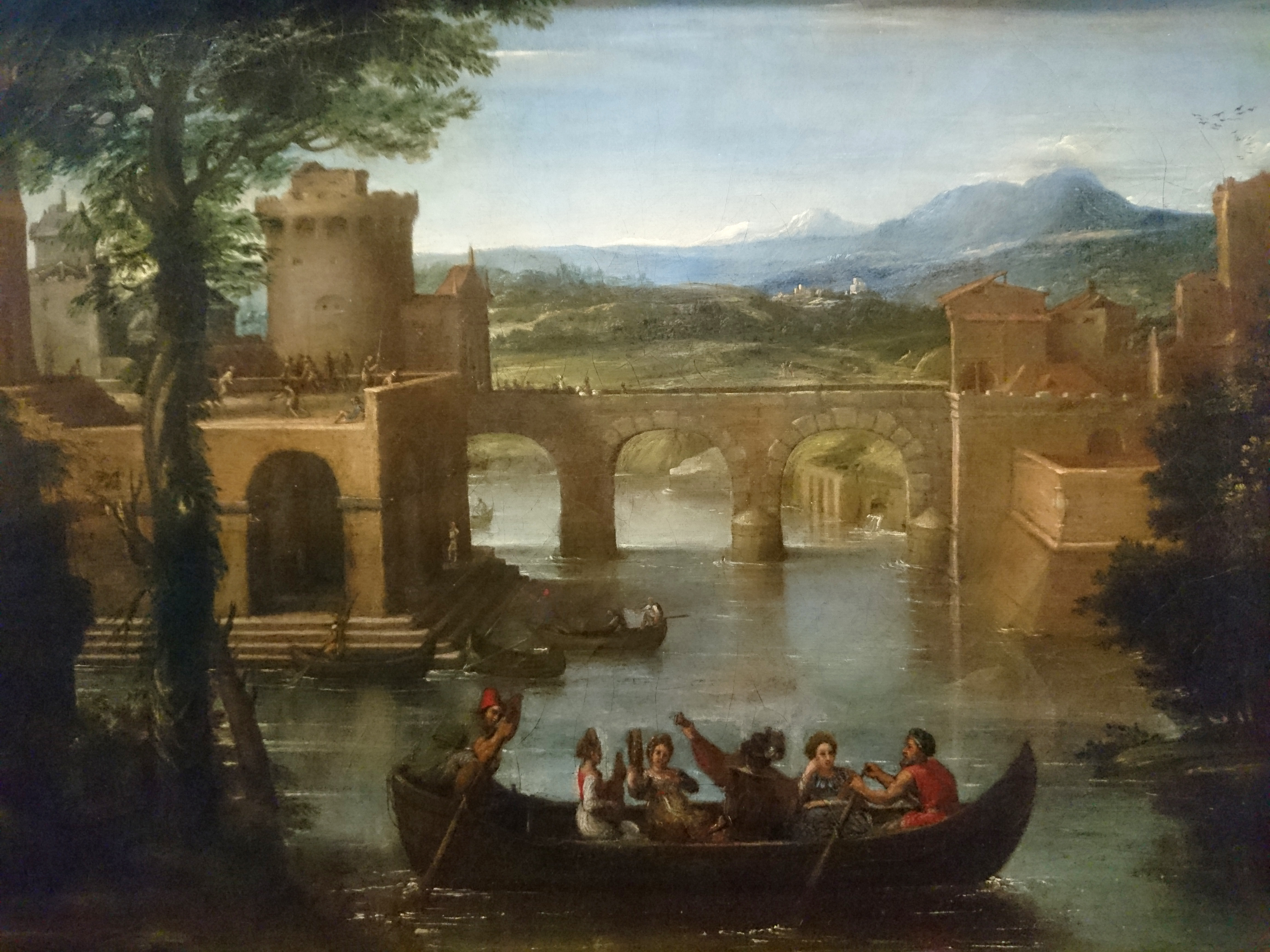
El concierto en el agua, antes llamado el pequeño puente, óleo sobre lienzo, 38,5 x 52 cm, París, Musée du Louvre. Procedente de la colección del duque de Richelieu, que la obtuvo, con atribución a Annibale Carracci del cardenal Mazarino a cambio de un Moisés salvado de las aguas de Nicolas Poussin.

Giovan Battista Viola (Bolonia, 1576-Roma, 1622) fue un pintor barroco italiano especializado en la pintura de paisaje.
Llegado a Roma en 1601 con Francesco Albani, en 1610 colaboró con él y con Domenichino en la decoración de la Villa Giustiniani de Bassano di Sutri y más tarde, ya solo con Domenichino, en los frescos de la Villa Aldobrandini de Frascati y la Villa Ludovisi de Roma. Relacionado con el círculo de Annibale Carracci, a quien se atribuyeron en el pasado obras ahora asignadas a Viola, contribuyó a la difusión del modelo de paisaje clásico en cuadros de pequeño formato, colores fríos y composiciones estratificadas en bandas paralelas, para acabar en sus últimos años desarrollando un modelo de pintura arcaizante en la sala de los paisajes del Casino dell’Aurora de Roma, donde trabajó en competencia con Domenichino, Guercino y Paul Bril, pintando cada uno de ellos un luneto de la sala.
Su mejor estilo puede quedar caracterizado en obras como el Concierto en el agua del Musée du Louvre, atribuido a Carracci cuando formaba parte de la colección del cardenal Mazarino, o el Paisaje con jugadores de dados (Fontainebleau, Musée nationales du châteux), que fue de Luis XIV, procedente quizá de la colección del cardenal Ludovico Ludovisi en la que en 1633 se inventariaron dos paisajes de Viola.
Discípulo suyo fue Pietro Paolo Bonzi, llamado il Gobbo dei Carracci.
Según Giovanni Baglione, al ser elevado al pontificado Gregorio XV su sobrino, el cardenal Ludovisi, para el que había trabajado Viola, quiso hacerle su Guardarropa, pero no acostumbrado al esfuerzo que le exigía ese trabajo no tardó en enfermar, falleciendo en Roma el 9 de agosto de 1622.